# Burundi bwacu
Burundi bwacu („Geliebtes Burundi“) ist seit der Unabhängigkeit 1962 die Nationalhymne von Burundi. Ein Songwriter-Kollektiv, angeführt von Präsident Jean-Baptiste Ntahokaja, schrieb die Hymne. Komponiert wurde sie von Marc Barengayabo.

## Kirundi Text
Burundi Bwâcu, Burundi buhire,
Shinga icúmu mu mashinga,
Gaba intahe y'úbugabo ku bugingo.
Warápfunywe ntíwapfúye,
Waráhabishijwe ntíwahababuka,
Uhagurukana, uhagurukana, uhagurukana, ubugabo urîkukira.
Komerwamashyí n'ámakúngu,
Habwa impundu nâbâwe,
Isamírane mu mashinga, isamírane mu mashinga,
Burundi bwâcu, rági ry'ábasôkúru,
Ramutswa intahe n'íbihúgu,
Ufatanije ishyaka n'ubú hizi;
Vuza impundu wiganzuye uwakúganza uwakúganza.
Burundi bwâcu, nkóramútima kurí twese,
Tugutuye amabóko, umítima n'úbuzima,
Imâna yakúduhaye ikudútungire.
Horana umwami n'ábagabo n'ítekane.
Sagwa n'úrweze, sagwa n'ámahóro mezá.

## Französischer Text
Cher Burundi, ô doux pays,
Prends place dans le concert des nations.
En tout bien, tout honneur, accédé à l'indépendance.
Mutilé et meutri, tu es demeuré maître de toi-même.
L'heure venue, t'es levé
Et fièrement tu t'es hissé au rang des peuples libres.
Reçois donc le compliment des nations,
Agrée l'hommage de tes enfants.
Qu'à travers l'univers retentisse ton nom.
Cher Burundi, héritage sacré de nos aïeux,
Reconnu digne de te gouverner
Au courage tu allies le sentiment de l'honneur.
Chante la gloire de ta liberté reconquise.
Cher Burundi, digne objet de notre plus tendre armour,
A ton noble service nous vouons nos bras, nos cœurs et nos vies.
Veuille Dieu, qui nous a fait don de toi, te conserver à notre vénération.
Sous l'egide de l'Unité,
Dans la paix, la joie et la prospérité.

## Deutsche Übersetzung
Geliebtes Burundi, du wunderschönes Land,
Nimm deinen Platz unter den Nationen ein,
Im Guten, in Ehre zur Unabhängigkeit gelangt.
Versehrt und getötet wurdest du nun Meister deiner selbst.
Die Stunde ist da, du hast dich erhoben,
Und tapfer hast du dich zu den freien Völkern gesellt.
Nimm nun das Lob der Nationen entgegen,
Und lasse auch deine Kinder dich loben,
Dass durchs gesamte Universum dein Name erschalle.
Geliebtes Burundi, geheiligtes Erbe unserer Ahnen,
Als würdig erachtet, dich selbst zu regieren,
Zum Mut fügst du das Gefühl der Ehre,
Singe das Lied deiner wiedererrungenen Freiheit.
Liebes Burundi, würdiges Objekt unserer allerzärtlichsten Liebe,
Dem edlen Dienst an dir weihen wir unsere Arme, Herzen und Leben.
Gebe Gott, der dich uns geschenkt, dass du unserer Verehrung erhalten bleibst,
Unter dem Banner der Einheit,
In Frieden, Glück und Gedeihen.